# Санкції США проти Ірану

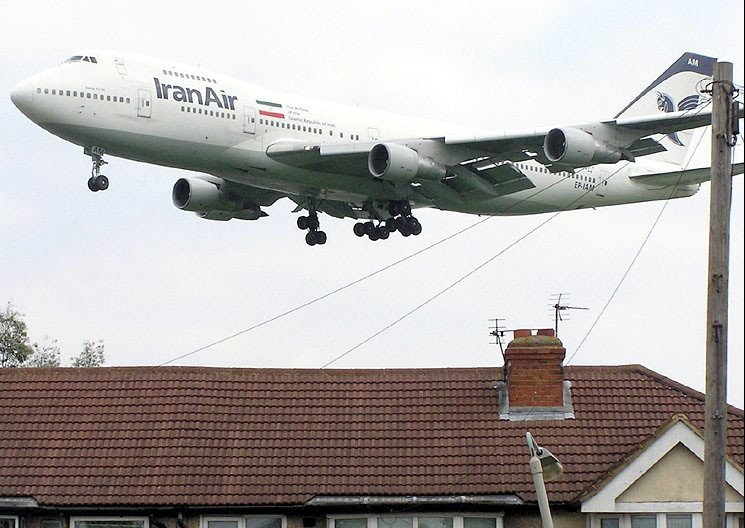
1995 року США ввели заборону на прямий продаж і технічне обслуговування літаків до Ірану. На фото — Боїнг 747—100 компанії Iran Air, куплений 1975 року.

Економічні санкції проти Ірану — система економічних санкцій (дискримінаційних торговельних обмежень), що накладаються урядами різних країн на Іран. Пов'язані з розроблюваними в Ірані ракетною і ядерною програмами.

## 1950-і
Британський бойкот на іранські нафтопродукти початку 1950-х років був відповіддю на націоналізацію «Англо-іранської нафтової компанії», що належала британському уряду. Уряд США підтримував цей бойкот.
Через надзвичайно серйозний вплив на британську економіку, уряд В. Черчилля спільно з американським керівництвом ухвалив рішення повалити ініціатора націоналізації, прем'єр-міністра Ірану Мохаммада Моссадека.

## 1970-і
1979 року в Ірані відбулася Ісламська революція. Незабаром з'явилися чутки про те, що шах Мохаммед Реза Пехлеві, який втік з країни незадовго до революції, можливо, отримає політичний притулок у США. У відповідь на ці чутки група радикально налаштованих студентів захопила американське посольство в Тегерані, при цьому 52 дипломати потрапили в полон. США відповіли миттєво, заморозивши всі іранські авуари і золоті запаси в своїх банках.
Санкції включали повну заборону громадянам і компаніям США вести бізнес в Ірані або брати участь у спільних підприємствах з іранськими компаніями, зокрема в нафто-газовій галузі. Американський уряд також піддав санкціям підприємства інших країн, які порушують умови американського ембарго.

## 1980-і
Після вторгнення іракської армії в Іран 1980 року уряд США посилив санкції проти Ірану. Введені 1984 року санкції передбачали заборону міжнародним фінансовим організаціям видавати кредити Ірану, всім країнам — продавати зброю і надавати будь-яку допомогу Ірану.
1987 року був повністю заборонений будь-який товарообмін між США й Іраном. У цьому ж році іранські й американські кораблі вперше зійшлися в бойовому зіткненні.

## 1990-і
1995 — США в односторонньому порядку ввели торгово-економічні санкції проти Ірану, а після підписання меморандуму Ґора — Черномирдіна Росія заморозила постачання Ірану військової техніки. Зокрема, Іран не отримав 570 танків Т-72С, більше тисячі БМП, засоби ППО; також запчастини до раніше поставленого озброєння (на озброєнні армії Ірану перебували 24 винищувачі МіГ-29, 12 бомбардувальників Су-24МК, три дизельні підводні човни «Варшав'янка», 422 танки Т-72С, 413 БМП-2, ЗРК С-200 тощо).
1995 року санкції вперше було послаблено: указом Клінтона було дозволено продавати в Іран через треті країни невійськові американські товари.
1996 року Конгрес США затвердив закон про нові санкції, в якому крім іншого було зазначено, що будь-яка компанія, яка інвестувала в нафтову енергетику Ірану понад 20 мільйонів доларів також зазнає санкцій, серед яких:
- заборона на міжбанківську діяльність;
- анулювання ліцензій компаній- порушників" на експорт устаткування до США;
- заборона на кредити на понад 10 мільйонів доларів в американських банках;
- заборона американським компаніями інвестувати кошти в компанію-«порушник»;
- заборона на купівлю боргових зобов'язань американського уряду;
- заборона американським компаніям імпортувати обладнання в зазначену державу.

## 2000-і
Реформістський уряд Мохаммада Хатамі не добився практично ніякого пом'якшення санкцій, за винятком чисто символічних жестів: зняття заборони на торгівлю ліками, медичним обладнанням, ікрою і килимами.
У лютому 2004 року міністерство фінансів США ухвалило, що рецензування та публікація наукових робіт іранських вчених порушує встановлений США режим ембарго відносно Ірану. Офіційний представник мінфіну США Девід Міллз, відповідальний за політику санкцій, повідомив представникам 30 видавництв про необхідність отримувати ліцензію міністерства на публікацію наукових робіт з Ірану. Він також повідомив про те, що американські вчені, які співпрацюють з іранськими вченими будуть притягнуті до відповідальності. Політику міністерства фінансів США підтримали IEEE, Американське ядерне товариство, Американське хімічне товариство і Американське товариство мікробіології. У червні 2006 року парламент штату Флорида ухвалив закон, який забороняє будь-які науково-дослідні проекти вчених з Флориди в Ірані, а також поїздки в Іран американських вчених, що працюють в інститутах, які отримують підтримку держави. Вченим з Флориди забороняється виконувати спільні з іранськими колегами проекти або мати будь-які контакти з Іраном.
2005 року уряд Ахмадінежада ухвалив рішення розконсервувати програму зі збагачення урану на території Ірану, згорнуту Хатамі. У відповідь на це адміністрація Джорджа Буша ввела цілу низку нових санкцій: головним чином, проти іранських банків, а також компаній і фізичних осіб, так чи інакше пов'язаних з атомною і збройовою промисловістю Ірану.

## 2010-і
2012 року уряд Ірану припинив, у відповідь на санкції західних країн, продаж нафти США та Великій Британії, а з початку 2013 року — і Євросоюзу.
У липні 2015 року було укладено «ядерну угоду» між Іраном і шісткою міжнародних посередників (п'ять постійних членів Радбезу ООН і Німеччина) (див. Ядерна програма Ірану).

### Часткове зняття санкцій
Після того, як Іран пішов на поступки за ядерною програмою, влада США 2016 року оголосила про звільнення від санкцій 59 фізичних осіб (громадян Ірану та інших країн), 385 підприємств, 77 літаків і 227 суден (в їх числі нафтові танкери).
3 лютого 2017 року, вже через рік після «ядерної угоди», було оголошено про нові санкції з боку США проти Ірану. Це було зроблено новою адміністрацією Дональда Трампа. Ізраїль (Моссад) вважає, що Іран не відмовився від своїх ядерних амбіцій і його дії після «ядерної угоди» «тільки підсилюють цю тенденцію» і спостережуване посилення регіональної експансії Ірану. Цей зв'язок обумовлений тим, що скасування міжнародних санкцій привела до укладення Іраном багатьох контрактів з іноземними партнерами, дало імпульс розвитку його економіки і забезпечило йому приплив валютних ресурсів, використовуваних Тегераном для фінансування КВІР і проіранських збройних формувань у Сирії, Лівані, Іраку та Ємені.
3 лютого під санкції потрапили 8 іранських компаній, діяльність яких нібито пов'язана з тероризмом. Ще проти 17 компаній було прийнято обмежувальні заходи через їх участь у розробці і виробництві балістичних ракет. Всі ці заходи вжиті з метою стримування ядерної програми Ірану.
2018 року адміністрація Трампа відновила санкції проти Ірану. Перший блок обмежувальних заходів США проти Ірану торкнувся автомобільного сектора Ірану, а також торгівлі золотом та іншими металами, і поновився з 7 серпня; другий блок санкцій (щодо енергетичного сектора Ірану, транзакцій, що стосуються вуглеводневої сировини, і транзакцій, пов'язаних з центральним банком Ірану) набув чинності 4 листопада[прояснити] 2018 року. Вводячи нові санкції проти ісламської республіки, США поки вивели з-під їх дії кілька країн-покупців іранської нафти: Китай, Індію, Грецію, Південну Корею, Японію, Тайвань, Італію та Туреччину.
В Євросоюзі висловили жаль у зв'язку з рішенням Вашингтона відновити санкції. Тегеран заявив, що буде дотримуватися умов угоди про ядерну програму, якщо Євросоюз зможе компенсувати збитки, яких завдадуть йому санкції Вашингтона. З 7 серпня в ЄС набуває чинності оновлений Блокувальний статут, положення якого спрямовані на захист європейських компаній від впливу екстериторіальних санкцій США; вживаються відповідні заходи. Радник президента США з національної безпеки Джон Болтон заявив, що Сполучені Штати не дозволять Євросоюзу або комусь ще обходити американські санкції відносно Ірану.
У листопаді 2018 року Іран був відключений від міжнародної міжбанківської системи SWIFT.
31 січня 2019 року Німеччина, Франція і Велика Британія дали офіційний старт роботі інструменту взаєморозрахунків з Іраном, покликаному зберегти торгово-економічні відносини з цією країною і не допустити потрапляння європейських компаній під антиіранські санкції США; інструмент обходу американських санкцій отримав назву INSTEX (англ. Instrument in Support of Trade Exchanges, «Інструмент підтримки в торгових операціях»). Є «дві дивні умови» (аятолла Садек Амол Ларіджані, глава судової влади Ірану) для реалізації механізму: мова йде про обов'язкове приєднання Ірану до міжурядової організації з боротьби з відмиванням злочинних доходів (FATF) та про вступ його в переговори щодо своєї ракетної програми.

## 2020-ті
У вересні 2020-го щодо Ірану було введено нові сакнції. Окрім цього, санкції введено проти країн, компаній і осіб, причетних до постачань зброї до Ірану або з нього.